# Gare de Luoyang
La gare de Luoyang (chinois simplifié : 洛阳站 ; chinois traditionnel : 洛陽站 ; pinyin : Luòyáng zhàn) est une gare de chemin de fer de la ligne Longhai située à Luoyang, dans la province du Henan.

## Situation ferroviaire
Gare de la ligne Longhai.

## Histoire
En 1912, la gare est inaugurée sous le nom de gare de Jinguyuan (chinois 金谷园站), sur la ligne de chemin de fer Luoyang-Tongguan, dont le début de construction remonte à 1910.
Elle est agrandie en 1957-1958 et renommée sous son appellation actuelle le 1er janvier 1959.
Le bâtiment actuel de la gare, achevé, ouvre en 1992, incluant une tour d'horloge haute de 63 m.
La gare est rénovée en 2009 pour l'accueil de l'Exposition mondiale de philatélie, cette même année.

## Service des voyageurs

### Accueil
Le bâtiment voyageurs, situé au sud des voies, dispose de salles d'attente et de guichets. Il permet l'accès aux sept quais, un latéral et trois centraux. Le quai 1 est le plus au sud et le quai 4 est le plus au nord. Le quai 1 et le quai 2 (côté sud) partagent la même voie (voie 5). Certains quais sont accessibles par un passage souterrain.

### Intermodalité
La gare est desservie par les bus des lignes : K2, 5, K6, K11, 28 / K28, 33 / K33, 40, 41, 46 / K46, 50, 51 / K51, 52, K55, 56, K68, 61, K62, 77, 81, 83 / K83, 92, 102 et 103.

## Projet
La gare doit être desservie par la ligne 2, du métro de Luoyang, en cours de construction.